# Gonia bicincta
Gonia bicincta là một loài ruồi trong họ Tachinidae.